# Babul Makmur (plaats)
Babul Makmur is een bestuurslaag in het regentschap Simeulue van de provincie Atjeh, Indonesië. Babul Makmur telt 478 inwoners (volkstelling 2010).